# São Julião de Palácios
São Julião de Palácios é uma aldeia portuguesa do Município de Bragança que foi sede da extinta Freguesia de São Julião de Palácios, freguesia que tinha 38,66 km² de área e 232 habitantes (2011), e, por isso, uma densidade populacional de 6 hab/km². 
Foi extinta em 2013, no âmbito de uma reforma administrativa nacional, tendo sido agregada à Freguesia de Deilão, para formar uma nova freguesia denominada União das Freguesias de São Julião de Palácios e Deilão da qual é a sede.
Faziam parte da freguesia as aldeias de Caravela, Palácios e São Julião. 

## População
| População da freguesia de São Julião de Palácios | População da freguesia de São Julião de Palácios | População da freguesia de São Julião de Palácios | População da freguesia de São Julião de Palácios | População da freguesia de São Julião de Palácios | População da freguesia de São Julião de Palácios | População da freguesia de São Julião de Palácios | População da freguesia de São Julião de Palácios | População da freguesia de São Julião de Palácios | População da freguesia de São Julião de Palácios | População da freguesia de São Julião de Palácios | População da freguesia de São Julião de Palácios | População da freguesia de São Julião de Palácios | População da freguesia de São Julião de Palácios | População da freguesia de São Julião de Palácios |
| ------------------------------------------------ | ------------------------------------------------ | ------------------------------------------------ | ------------------------------------------------ | ------------------------------------------------ | ------------------------------------------------ | ------------------------------------------------ | ------------------------------------------------ | ------------------------------------------------ | ------------------------------------------------ | ------------------------------------------------ | ------------------------------------------------ | ------------------------------------------------ | ------------------------------------------------ | ------------------------------------------------ |
| 1864                                             | 1878                                             | 1890                                             | 1900                                             | 1911                                             | 1920                                             | 1930                                             | 1940                                             | 1950                                             | 1960                                             | 1970                                             | 1981                                             | 1991                                             | 2001                                             | 2011                                             |
| 616                                              | 623                                              | 667                                              | 700                                              | 655                                              | 598                                              | 555                                              | 641                                              | 683                                              | 643                                              | 537                                              | 570                                              | 345                                              | 283                                              | 232                                              |

## Descrição
São Julião de Palácios é uma aldeia transmontana incluída no Parque Natural de Montesinho, onde 144 habitantes vivem essencialmente da agricultura e da pastorícia. Nesta área coexiste ainda uma população de lobo-ibérico.